# Armenian National Philharmonic Orchestra

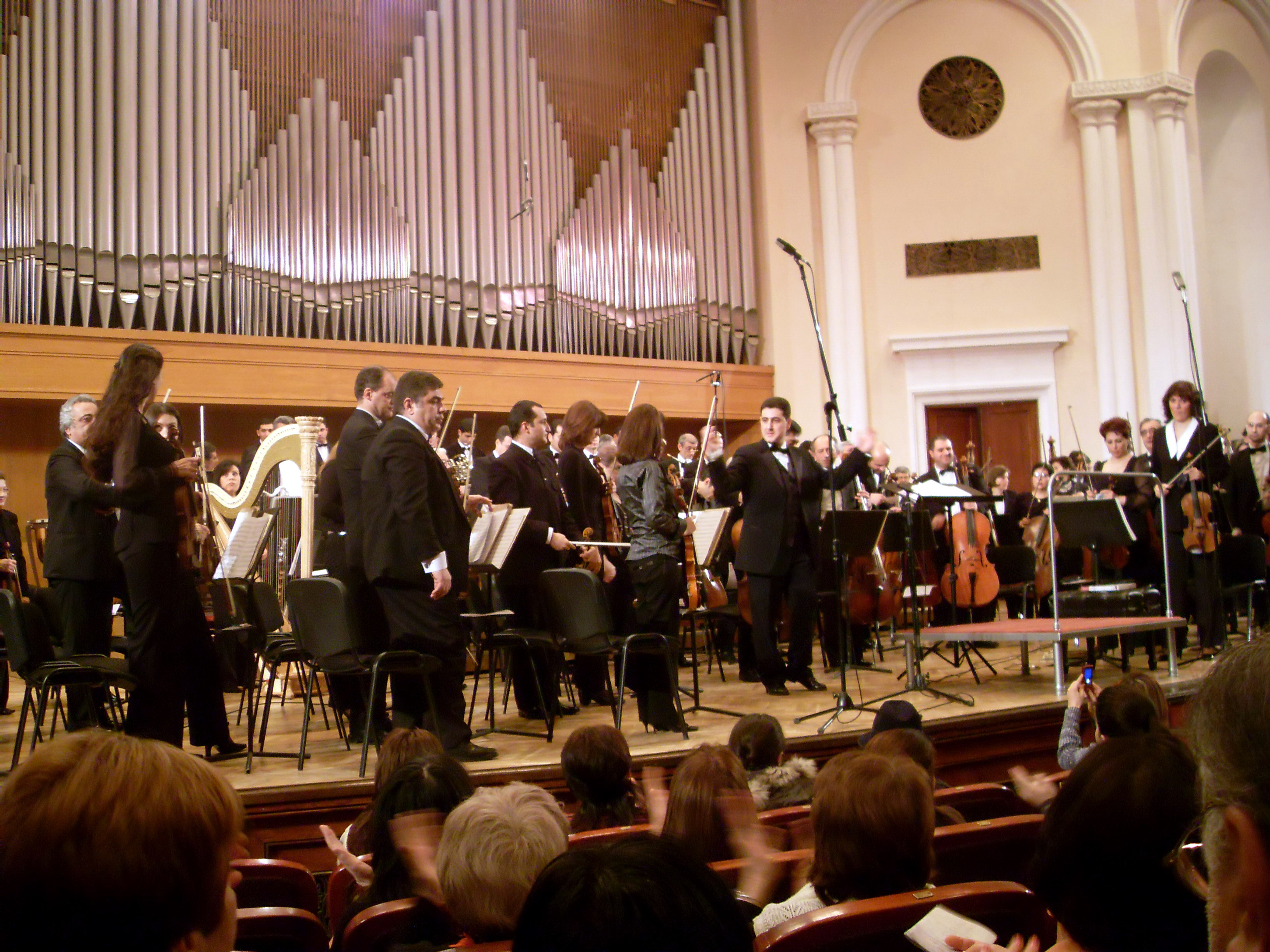
Armenian Philharmonic Orchestra

Das Armenian National Philharmonic Orchestra (armenisch Հայաստանի ազգային ֆիլհարմոնիկ նվագախումբ, Transkription Hajastani asgajin filharmonik nwagachumb, kurz ANPO; bis 2014 Armenian Philharmonic Orchestra, kurz APO; vor 1991 auch u. a. russisch Оркестр Государственной Филармонии Армянской ССР, Orkestr Gossudarstwennoi Filarmonii Armjanskoi SSR; nicht zu verwechseln mit dem erst 2005 gegründeten Armenian State Symphony Orchestra) ist ein nationales Orchester Armeniens. Es ist in Jerewan beheimatet, sein Hauptspielort ist die Aram Chatschaturjan Konzerthalle im Gebäudekomplex des Armenischen Nationalen Opern- und Ballett-Theaters.

## Geschichte

### Anfänge
Gegründet wurde das Orchester 1925 von den armenischen Musikern Alexander Spendiarjan und Arschak Adamjan. Als Vorstufe hierzu hatte der Komponist Spendiarjan bereits ein Jahr zuvor aus Professoren und Studenten des Staatlichen Konservatoriums Jerewan ein 18-köpfiges Ensemble formiert, das am 10. Dezember 1924 unter seiner Leitung erstmals auftrat. Im Jahr darauf bildete Adamjan, der Rektor des Konservatoriums, daraus ein ständiges Sinfonieorchester, das Yerevan Conservatory Orchestra, dessen offizielles Gründungskonzert er am 20. März 1925 dirigierte. Auf dem Programm standen Werke u. a. von Mozart, Grieg, Rossini und Mendelssohn. Auf Adamjan, den ersten Chefdirigenten, folgte zunächst Spendiarjan.

### Doppelfunktion Konzert und Oper
Mit der Gründung eines Opernstudios 1927 fiel dem Orchester – neben den regulären Sinfoniekonzerten – auch die Aufgabe zu, am Aufbau des 1933 eröffneten Opern- und Ballett-Theaters Jerewan mitzuwirken. In die Jahre dieser Doppelfunktion fielen Opernaufführungen etwa von Spendiarjans Almast und Armen Tigranjans Anousch sowie im Konzertbereich u. a. ein erster Zyklus mit Beethoven-Sinfonien und die Jerewan-Premiere von Aram Chatschaturjans Klavierkonzert mit dem Pianisten Lew Oborin. 1939 war das Orchester erstmals in Moskau zu Gast.
1941 gründete Chefdirigent Konstantin Saradschjan zusätzlich zum Opernorchester ein  Sinfonieorchester, die Armenische Philharmonie, die jedoch in der Zeit des Zweiten Weltkriegs aus Mangel an verfügbaren Musikern mit dem Opernorchester oft noch gemeinsam auftrat. Höhepunkte dieser Jahre waren Konzerte mit dem damals in Jerewan lebenden Pianisten Konstantin Igumnow (1942/43) und eine frühe Aufführung (Juli 1942) von Schostakowitschs Leningrader Sinfonie.

### Eigenständiges Sinfonieorchester
Nach Kriegsende 1945 wurde dieses Armenian Philharmonic Orchestra (APO) unter dem prägenden Dirigenten Mikajel Malunzjan ein eigenständiges, vom Opernbetrieb unabhängiges Sinfonieorchester. Es trug in der Zeit bis 1991 verschiedene Namen, darunter auch Armenian State Philharmonic Orchestra, und etablierte sich als Staatsorchester der Armenischen SSR. Bekannte Solisten wie Swjatoslaw Richter waren zu Gast (1953), eine erste Tournee durch zehn Städte der Sowjetunion fand 1957 statt. Gastdirigenten wie Kirill Kondraschin, Niyazi Hacıbəyov, Franz Konwitschny und Kurt Masur leiteten das Orchester, es musizierte mit Solisten wie Leonid Kogan, Dawid Oistrach und Mstislaw Rostropowitsch. Chefdirigent Ohan Durjan erweiterte in den 1960er Jahren das klassische sinfonische Repertoire, spätere Amtsnachfolger wie Dawit Chandschjan und Waleri Gergijew rückten weitere armenische Komponisten wie Awet Terterjan ins Programm.

### Zeit ab 1989/1991
1989 übernahm Loris Tjeknavorian das Amt des Chefdirigenten. In dessen Amtszeit entfaltete das Orchester eine internationale Tourneetätigkeit, beginnend mit Konzertreisen in die USA (1989) und nach Deutschland (1990), ab 1991 mehrfach nach Griechenland und Österreich, gefolgt von einer europaweiten Tournee 1996 und weiteren Gastspielen im Libanon (1999) und im Iran (2000).
Seit 2000 ist Eduard Toptschjan Chefdirigent. In den folgenden Jahren konzertierte das Orchester mit Solisten wie Renato Bruson, David Geringas, Bernd Glemser, Steven Isserlis, Sergei Nakarjakow, Julia Fischer, Gidon Kremer und Plácido Domingo. Seit 2007 richtet es jährlich das Yerevan International Music Festival aus. 2008 folgte eine große Tournee nach Japan.
Premierminister Howik Abrahamjan verlieh dem Orchester 2014 offiziell den Status National. Dem Gedenken an den Völkermord an den Armeniern vor 100 Jahren widmete das Orchester 2015 eine Reihe von Konzerten, u. a. ein Gastspiel in der Walt Disney Concert Hall Los Angeles. 2018 gastierte es im Konzerthausorchester, 2019/20 unternahm es erstmals eine Tournee durch China.

### Tonträger
Die Diskographie des Orchesters umfasst mehr als 40 CDs. Unter den neueren Einspielungen finden sich Armenian Rhapsody (BIS Records 2011), Mozart-Konzerte und -Ouvertüren (OehmsClassics 2014) und eine US-Spezialedition Mozart-Komitas-Khatchaturian (2017).

## Chefdirigenten
- Arschak Adamjan (1924–1926)[2]
- Alexander Spendiarjan (1926–1927)
- Suren Tscharekjan (1927–1929)
- Geworg Budaghjan (1929–1932)
- Konstantin Saradschjan (1941–1945)
- Mikajel Malunzjan (1945–1960, 1966–1967)
- Ohan Durjan (1960–1965, 1973)
- Mikajel Terjan (1965–1966)
- Ruben Wardanjan (1967–1970)
- Aram Katanjan (1970–1973)
- Dawit Chandschjan (1974–1981)
- Waleri Gergijew (1981–1985)
- Rafajel Mangassarjan (1985–1986)
- Martin Nersisjan (1986–1987)
- Wahagn Papjan (1987–1989)
- Loris Tjeknavorian (1989–1998, 1999–2000)
- Mikajel Awetisjan (1998–1999)
- Eduard Toptschjan (seit 2000)